# Epicauta funesta
Epicauta funesta är en skalbaggsart som först beskrevs av Louis Alexandre Auguste Chevrolat 1834.  Epicauta funesta ingår i släktet Epicauta och familjen oljebaggar. Inga underarter finns listade i Catalogue of Life.